# Pandereta plenera
La pandereta plenera, pandero plenero o  plenera es un instrumento de percusión perteneciente al grupo de los tambores de marco. Un conjunto de estos panderos de Puerto Rico se tocan usualmente en música de plena. Generalmente vienen en tres tamaños: el primo o requinto (que hace las veces de solista), el segundo o seguidor, 
y el tercero,  bajo o "tumbador" (que otorga un ritmo fijo), aunque las medidas pueden variar.